# 신오타노시케역
신오타노시케역(일본어: 新大楽毛駅)은 일본 홋카이도 구시로시에 있는 홋카이도 여객철도의 역이다. 역 번호는 K51이며, 단선 승강장 1면 1선의 구조를 지닌 지상역이다.

## 역 주변
- 국도 제38호선
- 구시로 운전면허시험장
- 홋카이도립 구시로 고등기술전문학교
- 아라카와 화학공업 구시로 공장
- 홋카이도 경찰학교 구시로 분교
- 오지 컨테이너 구시로 공장
- 호시가우라 자동차 학교

## 역사
- 1988년 11월 3일 : 홋카이도 여객철도의 역으로서 개업.

## 인접 정차역
| 홋카이도 여객철도 네무로 본선 | 홋카이도 여객철도 네무로 본선 | 홋카이도 여객철도 네무로 본선 |
| ----------------------------- | ----------------------------- | ----------------------------- |
| K50 오타노시케 신토쿠 방면    | 네무로 본선                   | 신후지 K52 구시로 방면        |